# C10H11NO
分子式C10H11NO（摩尔质量：161.20 g/mol）可以指：
- 色醇，CAS号：526-55-6
- 阿孙病毒素，CAS号：31774-33-1
- 4-异丙基苯基异氰酸酯，CAS号：31027-31-3
- N-苄基丙烯酰胺（葡萄牙語：N-Benzilacrilamida），CAS号：13304-62-6

|  | 这个同类索引页列出了具有相同分子式的化学物（即同分異構體）条目。 除非您是有意链接至本页，否则应将相应条目的内部链接指向正确的条目。 |